# Kappa Boötis
Kappa Boötis (κ Boo / κ Boötis) è una stella multipla di magnitudine 4,35 situata nella costellazione di Boote. Dista 163 anni luce dal sistema solare.

## Osservazione
Si tratta di una stella situata nell'emisfero celeste boreale. La sua posizione è fortemente boreale e ciò comporta che la stella sia osservabile prevalentemente dall'emisfero nord, dove si presenta circumpolare anche da gran parte delle regioni temperate; dall'emisfero sud la sua visibilità è invece limitata alle regioni temperate inferiori e alla fascia tropicale. La sua magnitudine pari a 4,4 fa sì che possa essere scorta solo con un cielo sufficientemente libero dagli effetti dell'inquinamento luminoso.
Il periodo migliore per la sua osservazione nel cielo serale ricade nei mesi compresi fra fine marzo e agosto; nell'emisfero nord è visibile anche verso l'inizio dell'autunno, grazie alla declinazione boreale della stella, mentre nell'emisfero sud può essere osservata limitatamente durante i mesi tardo-autunnali australi.

## Caratteristiche
Kappa Boötis è un sistema stellare formato da più componenti:
κ1 Bootis (HD 124674 / HR 5328) è una stella di magnitudine 6,58 e di tipo spettrale F e con una massa e raggio circa 1,4 volte quelli del Sole e una temperatura superficiale di 6835 K.
La stella è anche una binaria spettroscopica con una compagna di piccola massa, e con un periodo orbitale di 4,9 anni. La separazione media tra le due componenti è di 2,5 UA, così che in definitiva Kappa Boötis è una stella tripla.
κ2 Bootis (HD 124675 / HR 5329) è più brillante, di magnitudine 4,53, e dista da κ1 Bootis 13,5 secondi d'arco, che alla distanza alla quale si trova il sistema corrispondono a 640 UA. Si tratta di una subgigante bianca che è anche una variabile Delta Scuti, con oscillazioni della sua luminosità di 0,08 magnitudini in poco meno di due ore.